# Atto giây
Một atto giây (cách ghép của atto và giây; ký hiệu: as) là một phần một tỷ tỷ (0,000000000000000001 hay 10−18 hay 1/1000000000000000000) của một giây.

## Ví dụ
0,247 atto giây - thời gian cho một photon hay ánh sáng đi theo một độ dài liên kết trung bình của phân tử hydro
320 atto giây - khoảng thời gian để thực hiện sự trao đổi một electron hay điện tử giữa hai nguyên tử